# NBA着装守则
美國國家籃球協會（NBA）的著裝守則最初於2005年10月17日在由时任總裁大卫·斯特恩制定，並適用於所有NBA和及其发展联盟的球員。此守則于2005-06赛季起生效，使NBA成為北美四大職業運動中繼國家冰球聯盟后第二個擁有著裝守則的體育聯賽。守则在2019–20年賽季中段、泡泡聯盟開始前已逐漸放宽。

## 守則內容
根據着裝守則，所有球員在進入或離開官方比賽、因傷坐在板凳上、或在參與NBA官方活動（媒体采访、慈善活动等）時，必須穿着正裝。而教練們則必須穿上有領恤衫，領呔，以及西裝外套或運動外套。
违反着装规定的人将被处以罚款，若屡次违规，将被禁赛。
初版的守則禁止了与嘻哈文化相关的服饰，包括：运动衫、牛仔裤、帽子、头巾、T恤、大型珠宝、运动鞋和添柏岚類型鞋子。
随着斯特恩在2014年下台，由亚当·萧华接任成为NBA总裁，着装守则变得更为宽松，允许球员和教練的穿着有更大的自由度。根据现行的NBA着装规定，如球員並未着裝以參加比賽，該球員則需遵從教練的着装標準。在2020年泡泡联盟期間，教練們被允許穿着Polo衫參與賽事，守则在2020–21赛季進一步放寬至四份一拉鍊衛衣。直到2021–22赛季，NBA允许教练穿着休闲装参赛。

## 支持意见
着裝守則是在奧本山宮殿鬥毆事件後，NBA為了修補形象而制定的。大卫·斯特恩在2019年接受訪問時宣稱，儘管他在公佈着裝守則後遭NBA球員工會譴責，工會最初是支持設立着裝守則的。
查尔斯·巴克利在2005年于杰·雷诺的今夜秀节目中接受采访时承认，新着装规范带有种族主义色彩，但他总体上表示支持。他亦表示，所有企业的老板都有权制定其员工的着装规范，而且球員們對年輕球迷有很大的影響力，需成為他們的榜樣。
查克·格雷厄姆在2016年为《滚石》杂志撰稿时表示，尽管球员们最初对着裝守則持批评态度，但「多年来，NBA球员開始接受守則、繼而擁抱守則，最终开始在守則範圍內加入自己的風格，此过程改变了男士时尚。」

## 反对聲音
艾伦·艾弗森、斯蒂芬·杰克逊和保罗·皮尔斯等反對者称人們不会因改變了裝束而改变性格，且将嘻哈风格的着装与犯罪或不良形象联系起来是一种种族主义。艾弗森说，「着装守则不代表我是谁，也不允许我表达自己。」。
前NBA發展聯盟球員羅德·班森在他的專欄寫道，作为发展联盟的新秀，着装守则加剧了其经济负担。
许多体育界和非體育界人士也声称守则针对年轻黑人男性和嘻哈文化。